# Lorena (regione francese)
La Lorena (in italiano storico anche il Loreno; in francese Lorraine; in tedesco Lothringen; in lorenese Louréne), anticamente Lotaringia (dal latino Lotharii regnum, "regno di Lotario"), è una regione storica ed ex regione amministrativa della Francia.
Dal 1º gennaio 2016 il relativo ente amministrativo è confluito nella regione Grand Est. Il suo territorio comprendeva 4 dipartimenti: Meurthe e Mosella (54, Meurthe-et-Moselle), Mosa (55, Meuse), Mosella (57, Moselle) e Vosgi (88, Vosges). Nella regione amministrativa oggi soppressa erano inclusi complessivamente 19 arrondissement, 157 cantoni e 2 337 comuni.

## Geografia fisica
La Lorena è l'unica regione francese che condivide i confini con altri tre Stati: Belgio (Vallonia), Lussemburgo e Germania (Saarland e Renania-Palatinato) a nord. Parimenti confina anche con tre regioni francesi: Alsazia a est, Champagne-Ardenne a ovest e Franca Contea a sud. Le città principali della regione, oltre a Metz, sono Nancy, Bar-le-Duc ed Épinal.
La sua posizione le dà un notevole vantaggio strategico in quanto la colloca al centro della cosiddetta "banana blu", una conurbazione che attraversa l'Europa dal Lancashire (Inghilterra) alla Lombardia (Italia), passando per il corridoio renano. Il nome della regione è ereditato da Lotharing II Lotharingie e i suoi abitanti sono chiamati Lorraine. Il suo territorio corrisponde grosso modo a quello dell'ex governo di Lorraine-et-Barrois, soppressa nel 1790. Più tardi, è nel XIX secolo che viene definita la Lorena contemporanea, come un territorio che forma quattro dipartimenti.
Dal 1956 al 2015, la Lorena era una regione amministrativa di lingua francese. Nell'ambito della riforma territoriale, la regione della Lorena si è fusa il 1º gennaio 2016 con le regioni dell'Alsazia e della Champagne-Ardenne per formare una regione amministrativa provvisoriamente denominata Alsazia-Champagne- Ardenne-Lorraine, poi definitivamente Grand Est. Dal 1982 al 2015, la prefettura regionale è stata Metz. Le sedi delle filiali regionali dello stato erano divise tra Metz, Nancy ed Épinal.
La regione contava 2 349 816 abitanti il 1º gennaio 2012. L'area della Lorena è di 23 547 chilometri quadrati, ogni dipartimento ha approssimativamente la stessa area (circa 6000 km²). Il punto più alto è l'Hohneck a 1 364 metri; il suo punto più basso è a 115 metri sul livello del mare presso il fiume Saulx.
La regione fu formata tra l'altro dagli ex ducati di Lorena e Bar; i tre vescovati di Metz, Toul e Verdun; contee di Vaudémont, Dabo e Créhange; principati di Salm e Commercy e la parte meridionale del ducato di Lussemburgo. La contea di Sarrewerden, prima collegata ai quartieri di Moselle e Meurthe, fu infine attribuita al dipartimento di Bas-Rhin nel novembre del 1793 perché la sua popolazione era prevalentemente protestante.
In senso lato, la Lorena culturale si estende anche in Belgio, con la Lorena belga, composta dal Gaume (patois: gaumais) e dal paese di Arlon (patois: arlonais).

## Storia
I primi tentativi francesi di conquista della Lorena avvennero sotto il regno di Luigi IV. Essi, tuttavia, ebbero scarso successo e la regione passò sotto la corona di Francia solo molto dopo, nel 1766, in seguito a trattative volte a favorire l'equilibrio tra il regno transalpino, l'Austria e la Spagna, e in seguito alla morte di Stanislao I di Polonia. In seguito, la guerra franco-prussiana costrinse i francesi a cedere la Mosella, il più importante dipartimento lorenese (per la presenza di Metz), con l'Alsazia, al neonato Impero tedesco. Il dipartimento, tuttavia, fu restituito dopo la prima guerra mondiale, come pure l'Alsazia, a seguito del trattato di Versailles con la Germania. La Lorena fu una delle principali mete di emigrazione italiana poiché ricca di miniere di carbone. A oggi è significativa la presenza linguistica tedesca nella zona.

## Clima
Il clima della Lorena è descritto come oceanico degradato con influenza continentale. Le stagioni sono contrastate e ben marcate ma, a seconda dei venti prevalenti, possono susseguirsi periodi di precipitazione notturna (influenza oceanica) o forte ampiezza termica (influenza continentale).